# 邢永宁
邢永宁（1924年—1998年），山西定襄人，中国人民解放军将领、中国人民解放军海军中将。
1988年，授予中国人民解放军海军中将，1980年，担任中国人民解放军总参谋部军务部部长。后任国防科学技术工业委员会政治委员。